# Fornasinius russus
Fornasinius russus är en skalbaggsart som beskrevs av Hermann Julius Kolbe 1884. Fornasinius russus ingår i släktet Fornasinius och familjen Cetoniidae. Inga underarter finns listade i Catalogue of Life.

## Bildgalleri

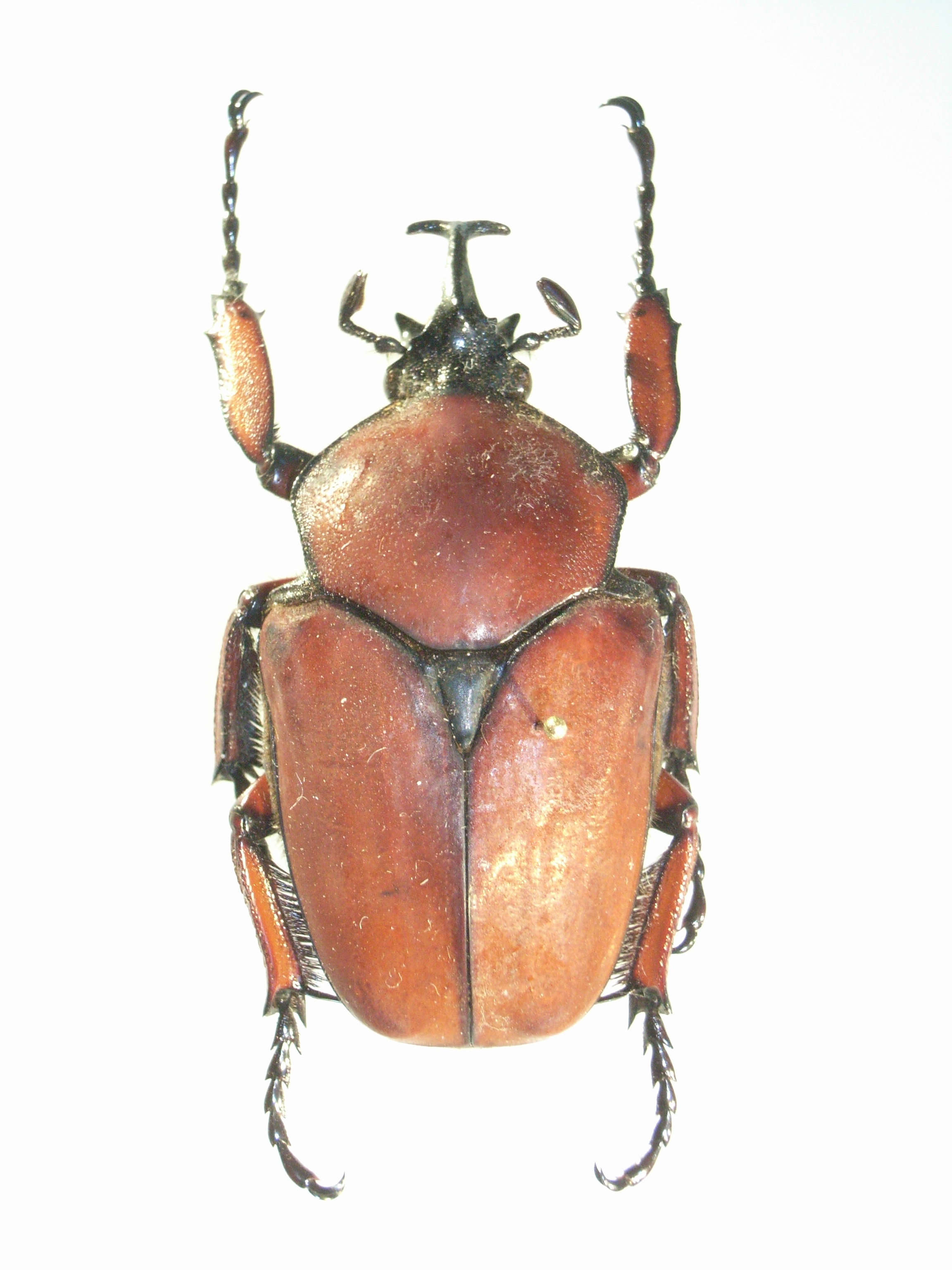